# Marek Szydlik
Marek Szydlik (ur. 19 września 1958) – polski siatkarz, reprezentant Polski, wicemistrz Europy (1981).

## Kariera sportowa
Był zawodnikiem Resursy Łódź, z którą w latach 1979–1985 występował w ekstraklasie, a w 1979 wywalczył Puchar Polski. W latach 1986–1988 występował w ekstraklasie w barwach Wifamy Łódź. W latach 1981–1983 wystąpił 83 razy w reprezentacji Polski, zdobywając m.in. wicemistrzostwo Europy w 1981. Wystąpił też na mistrzostwach świata w 1982 (szóste miejsce) i w Pucharze Świata w 1981 (czwarte miejsce).